# 1671 en philosophie
Chronologie de la philosophie
- 1667
- 1668
- 1669
- 1670
- 1671
- 1672
- 1673
- 1674
- 1675

L’année 1671 a été marquée, en philosophie, par les événements suivants :

## Publications
- François Bernier :  
  - Voyage dans les États du Grand Mogol, Paris, Claude Barbin, 1671 ; Paris, Fayard, 1981  (ISBN 9782213009544)
  - Requeste des maîtres ès-arts, professeurs et régents de l’Université de Paris, présentée à la Cour souveraine du Parnasse, ensemble l’Arrest intervenu sur ladite requeste contre tous ceux qui prétendent faire enseigner ou croire de nouvelles découvertes qui ne soient pas dans Aristote ;L’Arrêt burlesque est dans tontes les éditions complètes de Boileau. La Requête s’y trouve jointe dans celle de Lefêvre de Saint-Marc et elle est donnée toute seule dans le Ménagiana. Les deux pièces sont signalées dans les Lettres de Madame de Sévigné des 6 et 20 septembre 1671 et elles furent, paraît-il, publiées la même année à La Haye en Hollande. Le Dictionnaire des anonymes de Barbier décrit en outre et il existe une plaquette de 24 pages in-12 de ce titre, imprimée en 1702 à Libreville chez Jacques Lefranc (sic)[1].

- Antoine Legrand :  Philisophia ceterum e mente Renati Descartes, more scholastico breviter digesta, Londres, 1671, in-12°

- Gottfried Wilhelm Leibniz : Hypothesis physica nova.

- Henry More : Enchiridion metaphysicum (1671).  Trad. an. : Manual of metaphysics : a translation of the "Enchiridium metaphysicum", 1679, with an introduction and notes Alexander Jacob, Hildesheim ; Zürich ; New York : G. Olms, 1995, 2 vol. (CVII-160, 277 p.), Collection "Studien und Materialien zur Geschichte der Philosophie",  (ISSN 0585-5802), 1-2. Comprend :  Part 1, Chapters 1-10 and 27-28 ; Part 2, Chapters 11-26. Contre l'identification de la matière et de l'espace chez Descartes.

- Jacques Du Roure : 
  - Divers traités des sciences.
  - Nouvelles diversités des sciences.

- Jakob Thomasius : De foeminarum eruditione (1671) avec Johannes Sauerbrei et Jacobus Smalcius .

## Naissances
- 26 février : Anthony Ashley-Cooper (décédé le 4 février 1713), 3e comte de Shaftesbury, est un philosophe, écrivain et homme politique anglais.